# 品村渉
品村 渉（しなむら しょう、1982年12月4日 - ）は、日本の俳優、声優。千葉県出身。フリー。

## 人物
趣味・特技はものまね、倒立。
英語検定3級、アマチュア無線技士4級。
CHK声優センター、日本工学院専門学校、日本ナレーション演技研究所を経て、映像テクノアカデミアプロ科在学中。
以前はE-sprinGに所属していた。

## 出演作品

### テレビアニメ
- 金田一少年の事件簿R（2015年、藤堂）
- ルパン三世 PART IV（2016年、男子生徒B）
- ルパン三世 PART5（2018年、治安総局）
- 明治東亰恋伽（2019年、編集者、男、男2）
- この世の果てで恋を唄う少女YU-NO（2019年）

### ゲーム
- 仙境伝説RO（2017年、カリガロンタンドラゴン、ドンバ、ラティナ）
- ピオフィオーレの晩鐘（2018年）
- ゴールドストームパイレーツ（2024年、カール）

### 吹き替え

#### 映画
- 五日物語 -3つの王国と3人の女-（医者）
- ウーマン・イン・ブラック2 死の天使（ジェイコブ）
- カウンターパンチ（パット・ルッソ）
- コールド・バレッツ 裏切りの陰謀（ソフィア）
- ザ・ギフト（ダニー）
- シンドバッド 7つの冒険と海神ポセイドン（ホイテッカー）
- スペシャルID 特殊身分（チャン警部）
- ダブルヘッド・ジョーズ（ポール〈デビッド・ガイエゴス〉）
- タンブルダウン 彼の遺した恋の歌（ハンター）
- チェルシーがモノ申す（トッド、ガイ）
- ニューヨーク2014（ウッズ国防長官）
- ビリー'S KARATE MAN（ボビー）
- フライトナイト
- フラワーショウ!（ウィル）
- 4デイズ（フィリップス）
- マッドバウンド 哀しき友情（サッカー保安官）
- Mute/ミュート
- メン・アット・ワーク（マイロ）
- U.M.A レイク・プラシッド3（チャーリー）
- 夜が明けるまで（ロブ）
- REC:レック/ザ・クアランティン2 ターミナルの惨劇

#### テレビドラマ
- ヴェロニカ・マーズ（ロボ）
- APB ハイテク捜査網（パトリック）
- エバーウッド 遥かなるコロラド4
- オースティン&アリー（デックス）
- 奇皇后 〜ふたつの愛 涙の誓い〜
- KILLJOYS/銀河の賞金ハンター（ファンシー・リー）
- グッドラックチャーリー（ウォルター）
- クリミナル・マインド FBI行動分析課4
- GRIMM/グリム（ロイ）
- ゴースト 〜天国からのささやき3（男性教師）
- ジーニアス：ピカソ
- Dr.HOUSE5（カーツ医師）
- ナイトシフト3 真夜中の救命医（エリック）
- 新ビバリーヒルズ青春白書2（ジェレミー）
- パラダイス牧場（イ秘書）
- THE BLACKLIST/ブラックリスト3（ルシアス）
- BONES9（ジョー）
- ミスター・メルセデス（野球実況男性、シャミントン、ケント）
- ヤング・スーパーマン8（ジェフ）
- レバレッジ 〜詐欺師たちの流儀（トマス）

### ボイスオーバー
- アニマルプラネット 物言わぬ目撃者（テリー・ラウフェンバーク）
- アニメ 世界偉人伝
  - ポカホンタス（アーゴール船長）
  - レオナルド・ダ・ヴィンチ（ヴェロッキオ）
- Apocalypse island（ジム・ターナー）
- アメリカお宝鑑定団ポーンスターズ（ティム）
- アメリカ極秘文書の謎〜遺跡に隠された真実〜（T・Dバーンズ、ブラッド・バーガー）
- ANCIENT ALIENS 古代の宇宙人（ビル・バーンズ）
- 9.11 その時何が起こったか
- 古代からの発見（ハリー・サイドボトム）
- THE ’70s/ウォーターゲート事件（マーク）
- THE BRAIN 特集：歴史をつくった頭脳"脳の秘密"後編（エリック・ツィルマー、ディーン・ラディン、ポール・サジャ）
- 凄腕スナイパー〜知られざる極意〜（ティモシー・ラ・セージ）
- STEALING LINCOLN'S BODY（ジェームズ・コーネリアス、ジェイソン・エマーソン）
- 世界の馬上から 〜ワイオミング〜
- 潜入捜査バチカン市国の秘密
- デイブとコディのサバイバル（デイブ）
- テンプル騎士団と海賊の財宝（バリー・クリフォード）
- ナチスの証言〜党員への尋問の記録〜（ジャック・エル＝ハイ、ヴィルヘルム・カイテル）
- 眠ったお宝探し隊 アメリカン・ピッカーズ（プレストン、クライド、ジョシー、エリック モーの孫、ビル、ジェフ、JR、ケン）
- ノストラダムス・エフェクト〜予言と黙示録〜（ヌノ・プラゼレス、ピーター・レヴェンダ）
- 発掘オーディション!発明家のタマゴを探せ（ジミー・ナットール）
- HANGAR 1〜UFOファイルが眠る場所〜S2（ジャン・C・ハーザン、リーチャード・ドーラン）
- プロの詐欺師が教える“騙しの手口”（ジョン）
- ベトナム戦争〜兵士が見た泥沼化の真実〜（レイモンド・トーレス）
- 歩兵戦闘車トップ10（ダニエル・グーア）
- 幻のコンセプトカー大全集（ボブ・ケーシー）
- ローマ帝国〜繁栄と滅亡〜
  - 皇帝アウレリアヌス（アウレリアヌス、リチャードヴァイゲル教授）
  - トイトブルクの森（トーマス・S・バーンズ教授、ウェッレイウス・パテルクルス）
- WIFE SWAP（ダグ・ローランド）

### パチンコ
- 竹内力のムラマサ（島津）
- 柳生一族の陰謀（烏丸少将）

### ボイスコミック
- 買取専門店さすがや「マンガで分かる さすがやの高価買取物語」（都丸敬史）

### ナレーション
- 油汚れ予防コート 製品紹介ムービー
- AbemaTV｢BASSIN'ROAD〜Bass or Die〜
- スーパードクター
- つかさグループ CRルパン三世 新台入替篇
- 日経CNBC 時代のNEW WAVE/Yahoo!
- 未来企業

### 舞台
- うそついたらメシ1回お〜ごり
- 銀河鉄道の恋人たちin hirosima（ダンサー）
- くたばれハムレット（バリモア）
- くぶらり豆腐下車の旅
- サンタクロースが歌ってくれた（警部）
- 風花（河西忠左衛門）
- 不思議な国とサミットさん